# زورآباد (کورین)
زورآبادمینوئی(زاهدان)، روستایی از توابع بخش کورین شهرستان زاهدان در استان سیستان و بلوچستان ایران است. 

## جمعیت
این روستا در دهستان کورین قرار دارد و براساس سرشماری مرکز آمار ایران در سال ۱۳۸۵، جمعیت آن ۲۲۹ نفر (۴۵خانوار) بوده‌است.